# Isopeda magna
Isopeda magna är en spindelart som beskrevs av Hirst 1992. Isopeda magna ingår i släktet Isopeda och familjen jättekrabbspindlar. Inga underarter finns listade i Catalogue of Life.